# Brandon (Manitoba)
Brandon és la segona ciutat de la província de Manitoba, Canadà. Es troba a la riba del riu Assiniboine, a uns 214 km (133 mi) a l'oest de Winnipeg. És el centre més gran del comerç de la Westman region.
La City of Brandon va ser incorporada el 1882 L'economia de Brandon està principalment associada amb l'agricultura,
La zona de Brandon estava originàriament habitada pels Sioux els Bungays, els Yellow Quills, i els Bird Tails.
La seva temperatura mitjana anual és de 2'7 °C. Gener té -16,5 i juliol 19,2. La pluviometria mitjana anual és de 361 litres.